# Финал футбольного турнира Олимпийских игр 1988
Финал футбольного турнира Олимпийских игр 1988 прошёл 1 октября 1988 года на Олимпийском стадионе в Сеуле, Республика Корея. Олимпийское золото в этом матче оспаривали олимпийские сборные СССР и Бразилии. Чемпионом стала сборная СССР, обыгравшая сборную Бразилии со счётом 2:1 в дополнительное время.
Эта победа стала второй для сборной СССР на олимпийских футбольных турнирах и одним из последних достижений в футбольной истории этой страны незадолго до ее распада.

## Путь к финалу

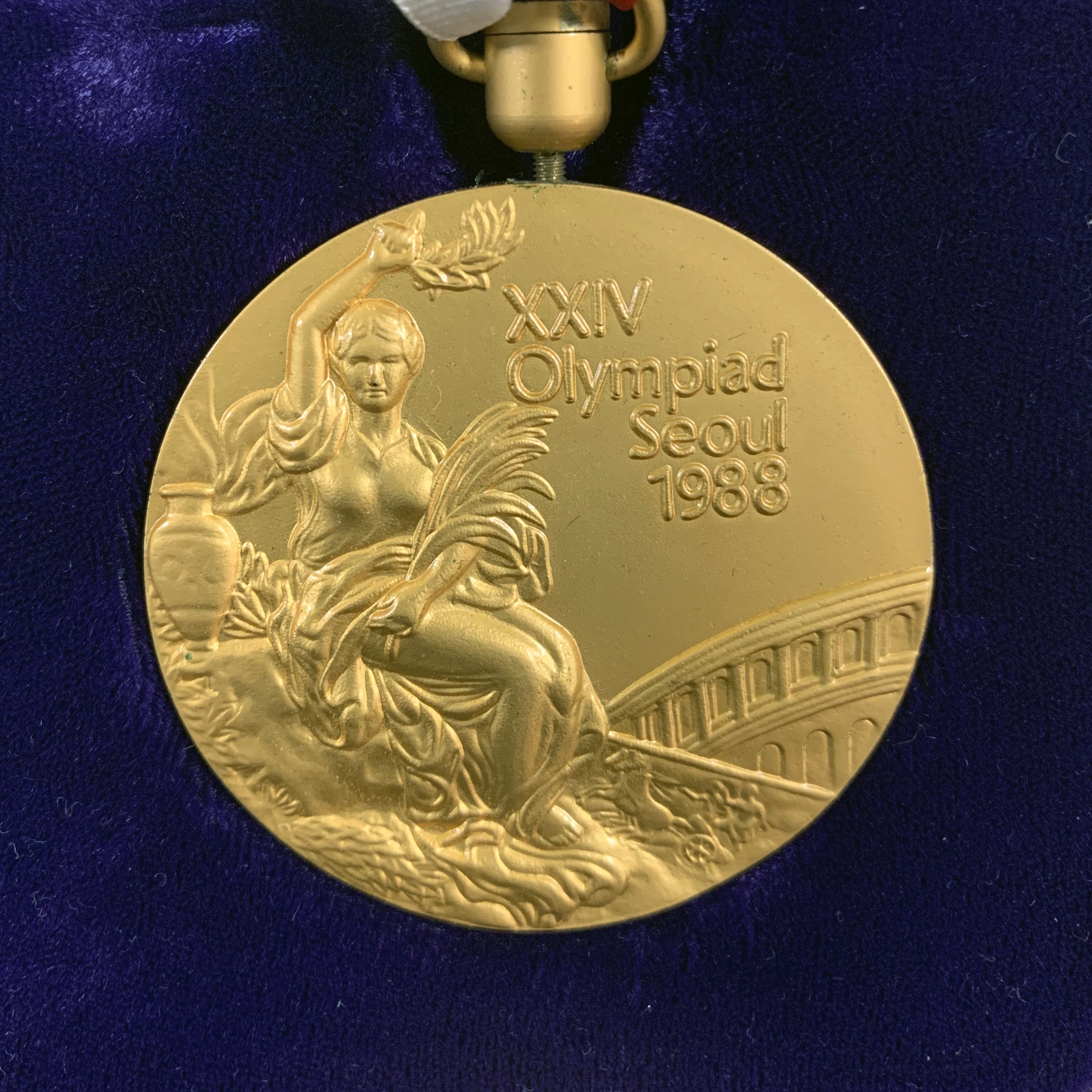
Золотая олимпийская медаль Сеула-1988

Обе команды на групповой стадии заняли первые места в своих группах, но если бразильцами этот результат был достигнут сравнительно легко, то сборная СССР провела первые два матча в напряженной борьбе. В одной четвертой финала команды  «обменялись» соперниками по группе, и здесь все случилось наоборот: теперь уже сборная СССР легко обыграла сенсацию турнира — австралийцев, бразильцам же в южноамериканском  «дерби» было непросто сломить сопротивление своих извечных исторических соперников. Полуфинальные матчи обеим сборным дались нелегко: советская сборная в интереснейшем поединке лишь в дополнительное время обыграла сильную сборную Италии, а бразильцам в матче с другой сильной европейской командой — сборной ФРГ — удалось победить лишь в серии послематчевых пенальти.
| Команда          | И | В | Н | П | ГЗ | ГП | +/- | Очки |
| ---------------- | - | - | - | - | -- | -- | --- | ---- |
| СССР             | 3 | 2 | 1 | 0 | 6  | 3  | +3  | 5    |
| Аргентина        | 3 | 1 | 1 | 1 | 4  | 4  | 0   | 4    |
| Республика Корея | 3 | 0 | 2 | 1 | 1  | 2  | −1  | 2    |
| США              | 3 | 0 | 2 | 1 | 3  | 5  | −2  | 2    |

| Команда   | И | В | Н | П | ГЗ | ГП | +/- | Очки |
| --------- | - | - | - | - | -- | -- | --- | ---- |
| Бразилия  | 3 | 3 | 0 | 0 | 9  | 1  | +8  | 6    |
| Австралия | 3 | 2 | 0 | 1 | 2  | 3  | −1  | 4    |
| Югославия | 3 | 1 | 0 | 2 | 4  | 4  | 0   | 2    |
| Нигерия   | 3 | 0 | 0 | 3 | 1  | 8  | −7  | 0    |

## Протокол матча
| СССР                                       | 2:1 (д.в.) | Бразилия    |
| ------------------------------------------ | ---------- | ----------- |
| Добровольский 60′ (пен.) · Ю. Савичев 103′ | отчёт      | 29′ Ромарио |

| СССР | Бразилия |

| СССР:            |    |                      |                 |
|                  |    |                      |                 |
| В                | 1  | Дмитрий Харин        |                 |
| З                | 2  | Гела Кеташвили       | 42'             |
| З                | 12 | Евгений Яровенко     |                 |
| З                | 18 | Сергей Горлукович    | 91'             |
| З                | 17 | Виктор Лосев         | Капитан команды |
| П                | 7  | Евгений Кузнецов     |                 |
| П                | 10 | Игорь Добровольский  |                 |
| П                | 15 | Алексей Михайличенко |                 |
| П                | 14 | Владимир Татарчук    | 78' 110'        |
| Н                | 11 | Владимир Лютый       | 115'            |
| Н                | 20 | Арминас Нарбековас   | 46'             |
| Замены:          |    |                      |                 |
| З                | 3  | Игорь Скляров        | 115'            |
| Н                | 19 | Юрий Савичев         | 46'             |
| Тренер:          |    |                      |                 |
| Анатолий Бышовец |    |                      |                 |

|                      |    |             |                 |
|                      |    | Бразилия:   |                 |
|                      |    |             |                 |
| В                    | 1  | Таффарел    |                 |
| З                    | 14 | Луис Карлос | 72'             |
| З                    | 15 | Алоизио     | 115'            |
| З                    | 13 | Андре Круз  | Капитан команды |
| З                    | 2  | Жоржиньо    |                 |
| П                    | 19 | Андраде     |                 |
| П                    | 16 | Милтон      |                 |
| П                    | 17 | Нето        | 72'             |
| Н                    | 10 | Карека II   | 42'             |
| Н                    | 20 | Бебето      | 75'             |
| Н                    | 11 | Ромарио     |                 |
| Замены:              |    |             |                 |
| Н                    | 9  | Эдмар       | 72' 118'        |
| Н                    | 18 | Жуан Пауло  | 75'             |
| Тренер:              |    |             |                 |
| Карлос Алберто Силва |    |             |                 |

Регламент матча
- 90 минут основного времени.
- 30 минут дополнительного времени в случае необходимости.
- Послематчевые пенальти в случае необходимости.
- Пять игроков в запасе.
- Максимум две замены.

## Ход матча

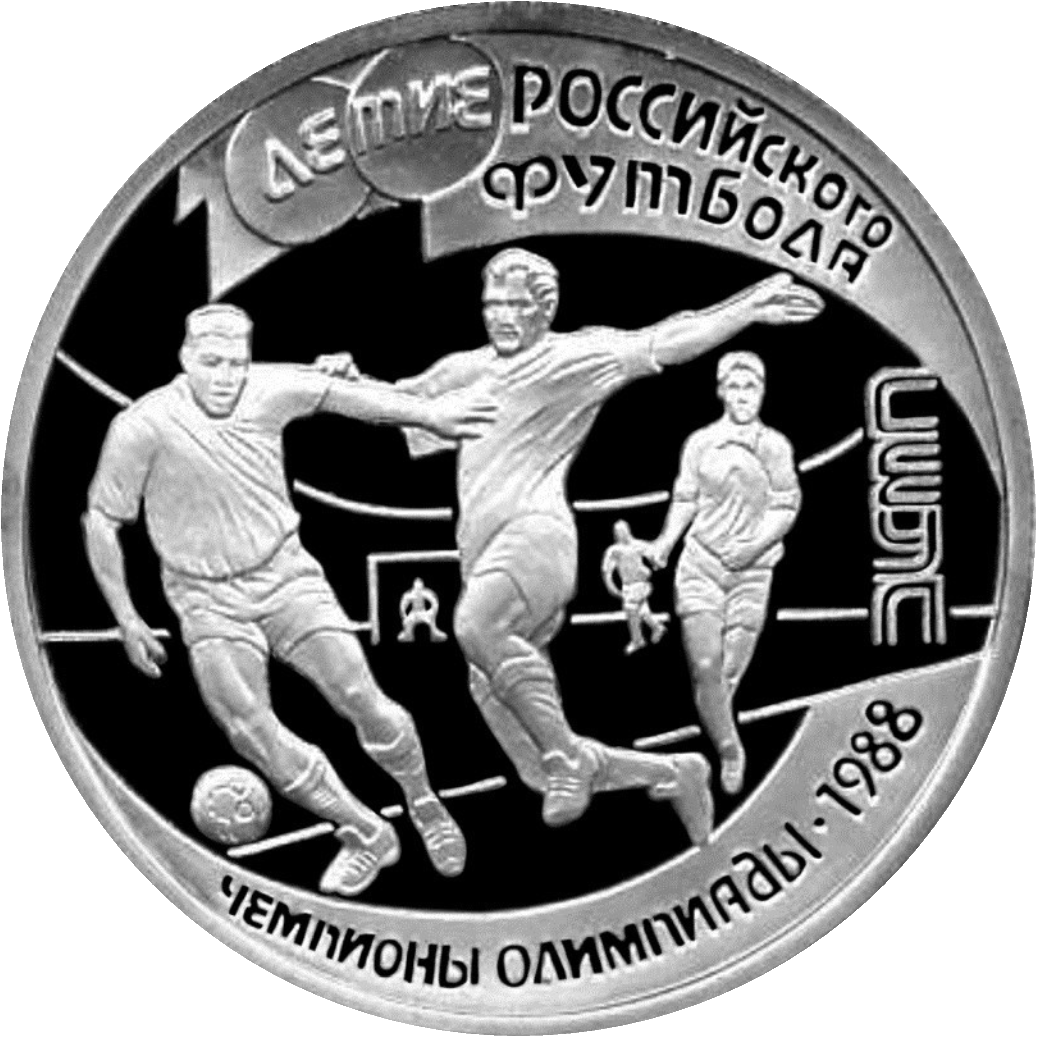
RR5109-0023R 100-летие Российского футбола

Игра сразу же пошла на встречных курсах. Встретились достойные соперники: советская сборная практически не уступала бразильцам в технике владения мячом, а бразильская, в свою очередь, в атлетизме и жесткости в единоборствах. Козырями советской сборной была скоростная игра со средними и длинными передачами на выход в свободную зону; в ответ бразильцы старались сбивать темп, чаще владеть мячом и использовать сильные индивидуальные качества своих футболистов.
После бурного начала, когда команды обменялись рядом опасных моментов, игра вступила ближе к середине первого тайма в позиционную фазу борьбы за инициативу. И здесь бразильцам улыбнулась удача: на 30' после подачи углового Нето с правого фланга Харин ошибся на выходе и, столкнувшись с Карекой и опекавшим его Кеташвили, не добрался до мяча, который прошел на дальнюю штангу, куда вовремя рванулся Ромарио (которого «потерял» Горлукович) и замкнул передачу — 0:1.
Гол, как ни странно, успокоил советских футболистов, которые сумели наладить скоростную размашистую игру, в которой уместно смотрелись и скоростные индивидуальные действия Добровольского, Михайличенко и, особенно, вышедшего на замену после перерыва Юрия Савичева. Еще в первом тайме отлично проведший игру Таффарел несколько раз спасал ворота после ударов Лютого и Татарчука.
После перерыва, на фоне функциональной усталости команд, начала сказываться более организованная и дисциплинированная игра советской сборной: злоупотребляющие индивидуальной игрой бразильцы не всегда успевали вернуться в свою зону и подстраховать партнеров. В один из таких моментов на 60' Михайличенко получил мяч вблизи левого угла штрафной площади и, используя активную игру партнеров без мяча, которые уводили защитников и открывали зоны, смело рванулся в штрафную, и обыгранный им Андраде не нашел ничего лучше, как сбить советского игрока в ситуации, которая отнюдь не выглядела безнадежной. Болельщики сборной СССР в большой тревоге наблюдали за нарочито спокойным исполнением пенальти Добровольским, который, тем не менее, уверенно развел Таффарела и мяч — 1:1.
После пропущенного гола бразильцы бросились на штурм ворот Харина. Вышедший на замену Жуан Пауло весьма удачно действовал на правом фланге, создавая для партнеров один за другим острые моменты. Не без некоторого везения советской сборной удалось выстоять в основное время, а в дополнительное всё более увлекающийся атакой и функционально заметно сдавший соперник начал совершать позиционные ошибки в обороне, раз за разом пропуская острые контратаки. После одной из своих атак на 103' бразильцы не смогли вовремя вернуться в оборону, и когда Горлукович ударом от ворот выбил мяч к центральному кругу, где Лютый поборолся в воздухе и головой скинул мяч на ход Савичеву, перед ним оказался только один центральный защитник Алоизио, которого никто не страховал. На большой скорости Савичев одним движением пробросил мяч себе на ход, ушел от пытавшегося схватить его руками защитника и эффектно в касание перебросил мяч через вышедшего Таффарела — 2:1.
В оставшееся время основательно уставшие команды отчаянно боролись. Были удалены Татарчук и Эдмар. Сборная СССР сумела сохранить победный счет и, спустя 32 года, вторично завоевать золотые олимпийские медали.

## Факты
- Советская олимпийская сборная на этом турнире была одной из самых многонациональных в истории: в ней играли представители одиннадцати клубов России, Украины, Грузии, Литвы, Азербайджана, Казахстана[5]; при этом Сергей Горлукович был воспитанником белорусского, а Игорь Добровольский — молдавского футбола.
- В олимпийской сборной Бразилии выступали пять будущих чемпионов мира 1994 года, а также ряд других известных футболистов.
- Тренер сборной СССР Анатолий Бышовец получил перед началом турнира в личной встрече пожелание успеха от самого римского папы[6].
- Анатолию Бышовцу при подготовке своей сборной пришлось выдержать серьезную конфронтацию с тренером национальной сборной СССР Валерием Лобановским, который требовал от руководства олимпийской сборной работы в интересах своей команды. При посредничестве футбольного руководства страны Бышовцу удалось отстоять самостоятельность комплектования и подготовки олимпийской сборной. Тем не менее лидеры команды Добровольский и Михайличенко были все же привлечены к подготовке к участию на Евро-88, и сыгравший заметную роль на том турнире Михайличенко сумел поучаствовать сразу в двух последних достижениях советского футбола[6].
- Напутствуя футболистов, Бышовец произнес фразу «… по-настоящему блестит только золото»[6].
- Перед финалом для создания подходящей психологической обстановки Бышовец забрал команду из олимпийской деревни и поселил ее на  советском лайнере «Михаил Шолохов»[6].

## Примечания

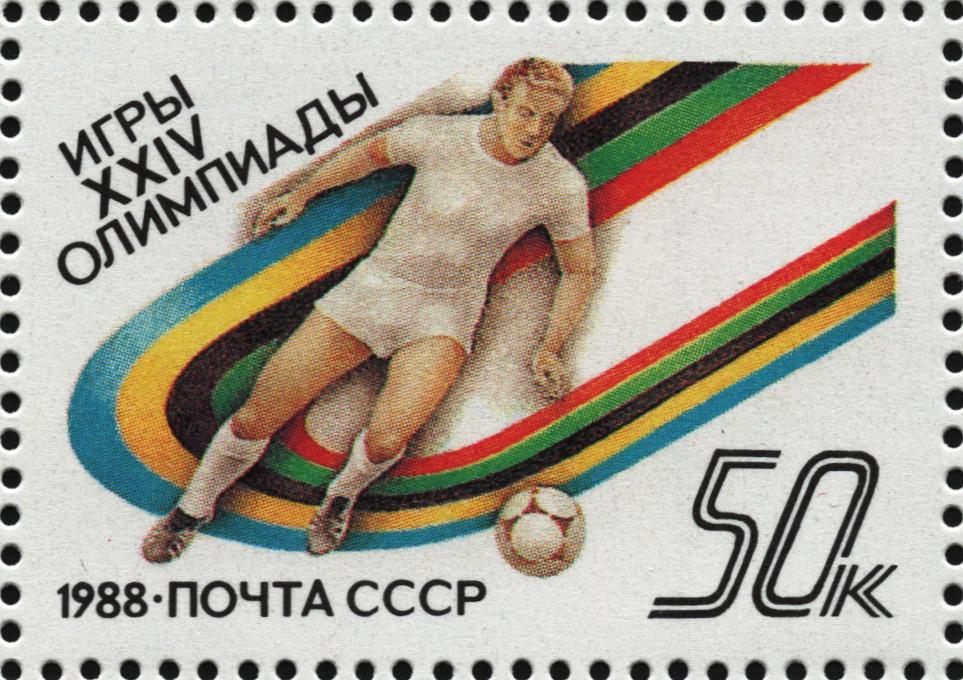